# グスタフ・ルドヴィグソン
グスタフ・ルドヴィグソン（Gustav Ludwigson、1993年10月20日 - ）は、スウェーデン・ヨーテボリ出身のサッカー選手。Kリーグ1・蔚山HD FC所属。ポジションはフォワード。
Kリーグ時代の登録名はルヴィグソン（ハングル: 루빅손）。

## 来歴
地元のクラブであるメルニッケIFでサッカーを始めた。2015年、セベダレンIFに移籍した。リーグ戦60試合に出場し、23ゴールを挙げ、同クラブのディビジョン2への昇格に貢献した。
2017年12月21日、エルグリーテISと1年契約で移籍をした。
加入後の最初のシーズンで11得点を挙げ、リーグ戦全30試合に出場した。2018年8月、2020年まで契約を延長した。エルグリーテISは2018年のスーペルレッタンの順位表で4位となり、シーズン終了後、クラブのファンから年間最優秀選手に選ばれた。
2019年も好調を維持し、7月にスーペルレッタン最優秀選手賞を受賞した。
2019年8月8日、ハンマルビーIFに加入することが発表された。
2023年1月5日、Kリーグ1の蔚山現代FCに移籍した。

## 代表歴
2022年、ポルトガルでのトレーニングツアーでスウェーデン代表に招集されたが、後に新型コロナウイルス世界的流行により中止された。

## 人物
1920年アントワープオリンピックと1924年パリオリンピックにスウェーデン代表として出場したサッカー選手ロベルト・ザンデルの曾孫にあたる。

## タイトル

### クラブ
ハンマルビーIF
- スウェーデンカップ：2020-21

### 個人
- ハンマルビーIF・最優秀選手賞：2020, 2021
- アルスヴェンスカン・アシスト王：2020